# إيفا ميندز
إيفا ميندز (بالإنجليزية: Eva Mendes)‏ ممثلة أمريكية من مواليد 5 مارس 1974 في ميامي، فلوريدا، بدأت بأدوار صغيرة في نهاية التسعينات قبل أن تلفت الأنظار سنة 2001 أمام دنزل واشنطن في فيلم يوم التدريب.

## النشأة
ولدت ميندز في ميامي وترجع إلى أصول كوبية. ترعرعت في غلينديل إحدى ضواحي لوس أنجلس بواسطة أمها بعد طلاق والديها. تتبع الكنيسة الرومانية الكاثوليكية وكانت تطمح لتصبح راهبة. تجيد التحدث بالإسبانية بطلاقة.
لم تحلم ميندز أن تكون ممثلة بصغرها وكانت تملك اهتمامات أخرى، التحقت بمدرسة هوفر الثانوية في غلينديل ثم ذهبت إلى جامعة كاليفورنيا وتخصصت في التسويق، إلا أنها انسحبت من الدراسة بعد أن حصلت على فرصة في التمثيل وتقدمت لدراسة التمثيل تحت يد ايفانا شوبك.

## حياتها المهنية
أول ظهور لها كان في فيلم «أطفال الذرة: حقول الرعب» عام 1998، ولعبت دور البطولة في فيلم ليلة في نادي روكسبري، مورتال كومبات: الإخضاع، أخي الخنزير، التوابع، أساطير الحضر: الجرح الأخير، غادري يا جراح والدراج الشبح

## حياتها الشخصية
عام 2008 دخلت مصحة تأهيل لبضعة أسابيع بسبب مشاكلها في التعاطي.

## قائمة الأفلام
| العام | العنوان                                 | الدور                | ملاحظات          |
| ----- | --------------------------------------- | -------------------- | ---------------- |
| 1998  | أطفال الذرة: حقول الرعب                 | كير                  |                  |
| 1998  | ليلة في نادي روكسبيري                   | إشبينة العروس        |                  |
| 1999  | أخي الخنزير                             | ماتيلدا              |                  |
| 2000  | التابعون                                | ماريرا سيرانكو       |                  |
| 2000  | أساطير الحضر: الجرح الأخير              | فانيسا فالدون        |                  |
| 2001  | غادري يا جراح                           | تريش                 |                  |
| 2001  | يوم التدريب                             | سارة هاريس           |                  |
| 2001  | كل شيء عن عائلة بنجامين                 | جينا                 |                  |
| 2003  | تو فاست تو فيوريس: سرعة خارقة وغضب حانق | مونيكا فيونتس        |                  |
| 2003  | كان يا مكان في مكسيكو                   | أجيدريز              |                  |
| 2003  | خارج حدود الزمن                         | الكيس دياز ويذلوك    |                  |
| 2003  | ملتصق بك 2003                           | آيبريل               |                  |
| 2005  | هيتش                                    | سارة ميلز            |                  |
| 2005  | قصة ويندل بيكر                          | دورين                |                  |
| 2005  | 3 & 3                                   | غابرييلا             |                  |
| 2006  | ثق بالرجل                               | فايث                 |                  |
| 2007  | جوست ريدر                               | روكسان سيمبسون       |                  |
| 2007  | نوكد أب : أصبحت حاملاً                   | نفسها "ايفا منديز"   |                  |
| 2007  | نملك الليل                              | أماندا جوريز         |                  |
| 2007  | عِش                                      | كايتي                |                  |
| 2007  | عامل النظافة                            | آن نوركت             |                  |
| 2008  | النساء                                  | كريستال آلان         |                  |
| 2008  | الروح                                   | ساند سارف            |                  |
| 2009  | الملازم السيئ : نيو أورلينز             | فرانكي دولاندفيلد    |                  |
| 2010  | الليلة الأخيرة 2010                     | لورا                 |                  |
| 2010  | الشباب الآخرون                          | شيلا كامبل           | لم يصوّر بعد      |
| 2010  | إلى الجنوب                              | سيعلن عن دورها لاحقاً | في مرحلة التصوير |

## وصلات خارجية
- Eva Mendes's الموقع الرسمي
- إيفا ميندز على موقع IMDb (الإنجليزية)
- إيفا ميندز على موقع ميتاكريتيك (الإنجليزية)
- إيفا ميندز على موقع روتن توميتوز (الإنجليزية)
- إيفا ميندز على موقع مونزينجر (الألمانية)
- إيفا ميندز على موقع قاعدة بيانات الأفلام العربية
- إيفا ميندز على موقع ألو سيني (الفرنسية)
- إيفا ميندز على موقع ميوزك برينز (الإنجليزية)
- إيفا ميندز على موقع تيرنر كلاسيك موفيز (الإنجليزية)
- إيفا ميندز على موقع أول موفي (الإنجليزية)
- إيفا ميندز على موقع بوكس أوفيس موجو (الإنجليزية)
- Eva Mendes at Hollywood Hotties
- Eva Mendes's Commercials for Calvin Klein Fragrance are Banned by US TV Networks